# Lichtenštejnsko
Lichtenštejnsko, plným názvem Lichtenštejnské knížectví (německy  Fürstentum Liechtenstein), je dvojnásobně vnitrozemský  mikrostát v oblasti Alp ve střední Evropě. Na východě a severu sousedí s Rakouskem, na západě a jihu se Švýcarskem. Hornatá země má rozlohu 160 km² a asi 41 000 obyvatel, je tak čtvrtou nejmenší zemí Evropy, šestou nejmenší zemí na světě a sedmou nejméně lidnatou zemí světa. Lichtenštejnsko se dělí na 11 obcí, jeho hlavní obcí je Vaduz a největším sídlem Schaan. Úředním jazykem je němčina, většina obyvatel hovoří jejím alamanským dialektem.
Dnešní Lichtenštejnsko bylo v antice malou částí římské provincie Rhetie. Hranice Lichtenštejnska zůstaly nezměněny od roku 1434, kdy řeka Rýn vymezila hranici mezi Svatou říší římskou a švýcarskými kantony. Vlastní knížectví vzniklo v roce 1719, následně bylo až do roku 1806 říšským územím Svaté říše římské. Poté se stalo členem Rýnského spolku a od roku 1815 Německého spolku, čímž získalo suverenitu. Vzhledem k panovnickým vazbám na habsburskou monarchii zůstalo Lichtenštejnsko až do roku 1919 součástí Rakouska. Od roku 1923 má země prostřednictvím celní smlouvy úzké správní a hospodářské vazby se sousedním Švýcarskem. V té době byl také zaveden švýcarský frank jako lichtenštejnská měna. Tyto kroky měly sice velmi pozitivní hospodářský dopad, ale silný vzestup Lichtenštejnsko zažilo až po druhé světové válce.
Lichtenštejnsko je polokonstituční monarchií, v jejímž čele stojí lichtenštejnský kníže z rodu Lichtenštejnů. Významná je zároveň i role zastupitelské a přímé demokracie. Patří k nejrozvinutějším zemím světa, má jeden z nejvyšších hrubých domácích produktů na osobu na světě podle parity kupní síly a je jednou z mála zemí bez dluhů. Země má silný finanční sektor a zároveň má jeden z nejvyšších podílů průmyslu na světě - asi 40 % ekonomické produkce země. V indexu lidského rozvoje zaujímá Lichtenštejnsko 12. místo. Dříve bylo známé jako miliardářský daňový ráj, což vyvrcholilo daňovou aférou v roce 2008, ale od té doby knížectví vyvinulo značné úsilí, aby se této pověsti zbavilo. Z politického hlediska byly v roce 2003 v ústavním referendu panovníkovi uděleny větší pravomoci poté, co pohrozil, že v případě neúspěchu referenda opustí zemi. Jako hornatá alpská země je turistickým cílem pro zimní sporty. Má celní a měnovou unii se Švýcarskem. Lichtenštejnsko je členem Organizace spojených národů, Evropského sdružení volného obchodu, Rady Evropy a Světové obchodní organizace. Není členským státem Evropské unie, ale je zapojeno do schengenského prostoru i Evropského hospodářského prostoru.

## Dějiny

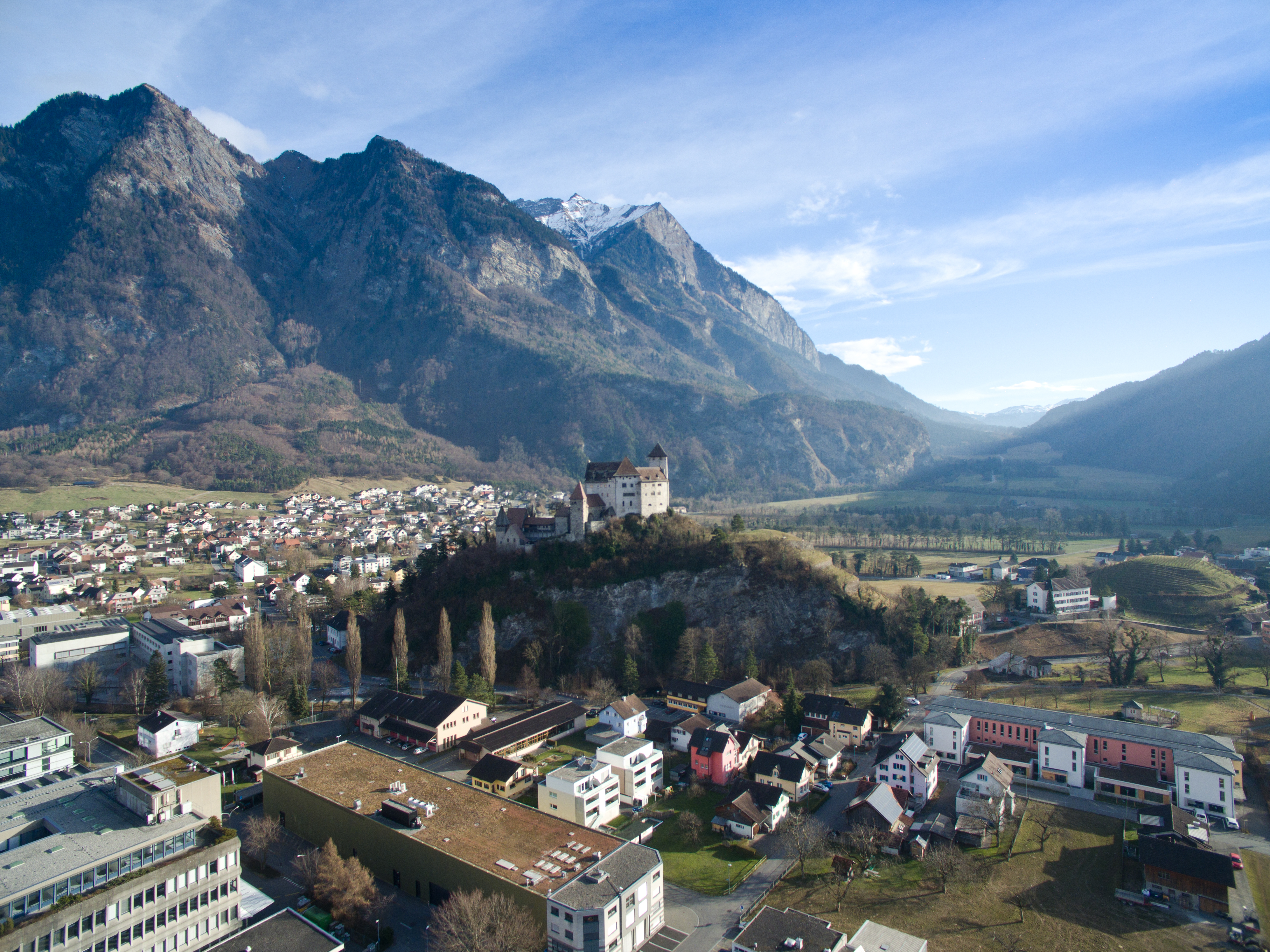
Kopec u Balzersu byl osídlen od neolitu

Nejstarší stopy lidského osídlení na území dnešního Lichtenštejnska pocházejí ze středního paleolitu. Bylo prokázáno například na hoře, kde dnes stojí středověký hrad Gutenberg, ve městě Balzers. Neolitické zemědělské osady se objevily kolem roku 5300 př. n. l. V době železné archeologové indikují na tomto území halštatskou a laténskou kulturu, kterou rozvíjeli keltští Helvéciové. 
V roce 58 př. n. l., po bitvě u Bibracte, si oblast podrobil římský vojevůdce Julius Caesar. Roku 15 př. n. l. ji Tiberius (později druhý římský císař) a jeho bratr Drusus začlenili do Římské říše, stala se součástí římské provincie Raetia. Římané postavili a udržovali silnici, která vedla přes toto území. Pozoruhodnou památkou na římskou éru je skupina římských vil, zejména v Nendelnu. Spekuluje se o tom, že ves (vicus) Magia vyznačená na Peutingerově mapě římských cest by mohl být Balzers nebo Schaan.
Kolem roku 450 se v oblasti usadil germánský kmen Alamanů. Lichtenštejnsko se nacházelo na východním okraji jeho státu, zvaného Alamanie. V 6. století se celá oblast, po vítězství Chlodvíka I. nad Alamany u Tolbiacu v roce 504, stala součástí Franské říše. Zůstala pod franskou nadvládou, dokud Verdunská smlouva v roce 843 tuto říši nerozdělila. Území Lichtenštejnska pak spadalo do Východofranské říše. Kolem přelomu tisíciletí se stalo též součástí Svaté říše římské. Až do roku 1100 byla převládajícím jazykem v oblasti rétorománština, ale poté se prosadila němčina.

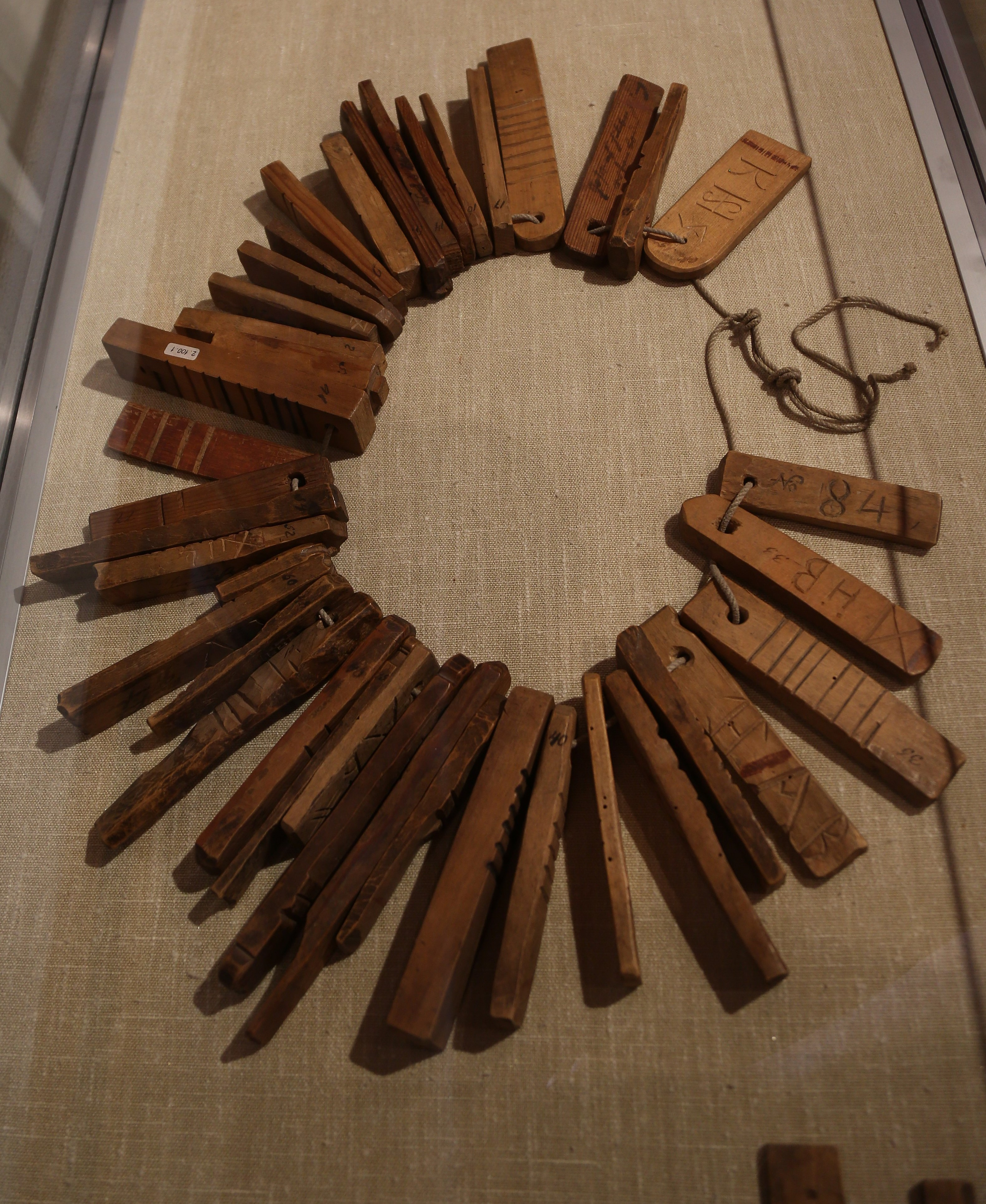
"Beigla", alpské sčítací hůlky, na kterých byly vyznačeny podíly lesů a pastvin. Snímek z Walserského muzea Triesenbergu

V roce 1200 byla panství na alpské náhorní plošině ovládána Savojskými, Zähringy, Habsburky a Kyburgy. Ostatní oblasti ovládala přímo Svatá říše římská, pro niž byla důležitá především kontrola nad horskými průsmyky. Když v roce 1264 vymřela dynastie Kyburgů, rozšířili Habsburkové pod vedením Rudolfa I. (císař Svaté říše římské od roku 1273) své území o východní alpskou náhorní plošinu, která zahrnovala i území Lichtenštejnska. V roce 1300 se v zemi usadilo etnikum Walserů. Jejich dialekt, tzv. alamanská němčina, se uchoval v některých horských oblastech. V roce 1396 se oblast Vaduzu, tedy jih dnešního knížectví, stala majetkem římského císaře. Jednotlivá hrabství spravovaly různé rody (hrabata z Monfortu, svobodní páni z Brandis, páni z Hohenemsu). Oblast byla opakovaně dějištěm válek a rabování, například během staré curyšské války (1444-1446) nebo švábské války (1499-1500).
V roce 1699 do dějin země prvně zasáhl rod, který mu dal jeho dnešní jméno – Lichtenštejnové. Ti mají kořeny v Rakousku, svůj název odvozují od hradu Lichtenštejna v Dolních Rakousích, na okraji Vídeňského lesa, poprvé písemně zmíněného roku 1136. 

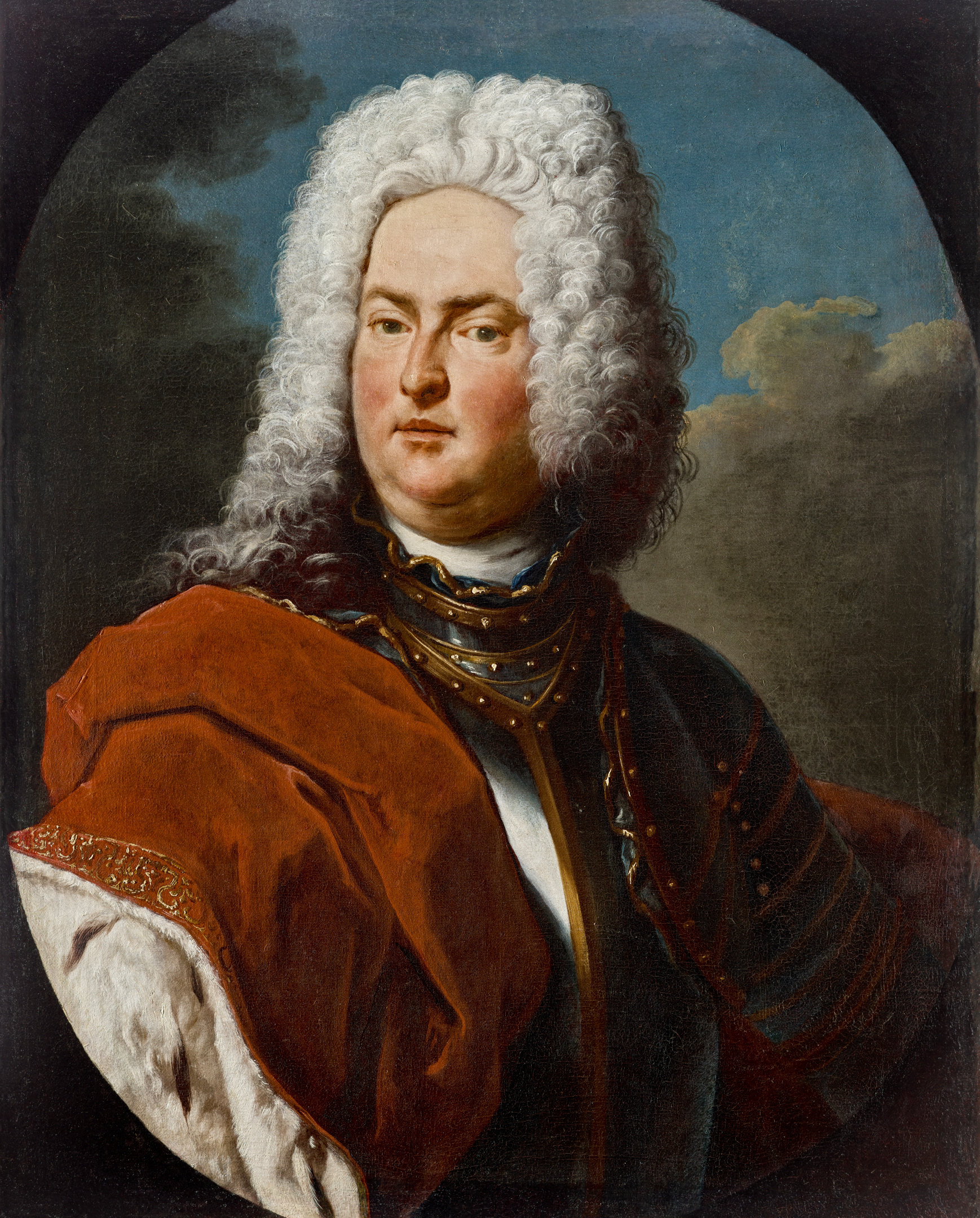
Jan Adam I. z Lichtenštejna

Lichtenštejnové posléze získali rozsáhlé pozemky zejména na Moravě, v Dolním Rakousku, ve Slezsku a ve Štýrsku, ale většinu z nich měli propůjčené od feudálních pánů, povětšinou Habsburků. Nemohli proto zasedat v Říšském sněmu Svaté říše římské a jejich vliv na říšskou politiku byl navzdory jejich bohatství malý. Hledali proto dlouho nějaká byť drobná panství, která by jim tuto politickou výhodu poskytla. V roce 1699 se konečně naskytla příležitost a Jan Adam I. z Lichtenštejna koupil od pánů z Hohenemsu panství Schellenberg (dnes „Dolní země“, Unterland) a v roce 1712 i hrabství Vaduz (dnes „Horní země“, Oberland). 23. ledna 1719 císař Svaté říše římské Karel VI. prohlásil obě hrabství za sloučená a povýšil nově vytvořené území na knížectví pod názvem Lichtenštejnsko, které se ihned stalo jedním z plnoprávných států Svaté říše římské. Tuto událost Lichtenštejnci považují za vznik svého dnešního státu.

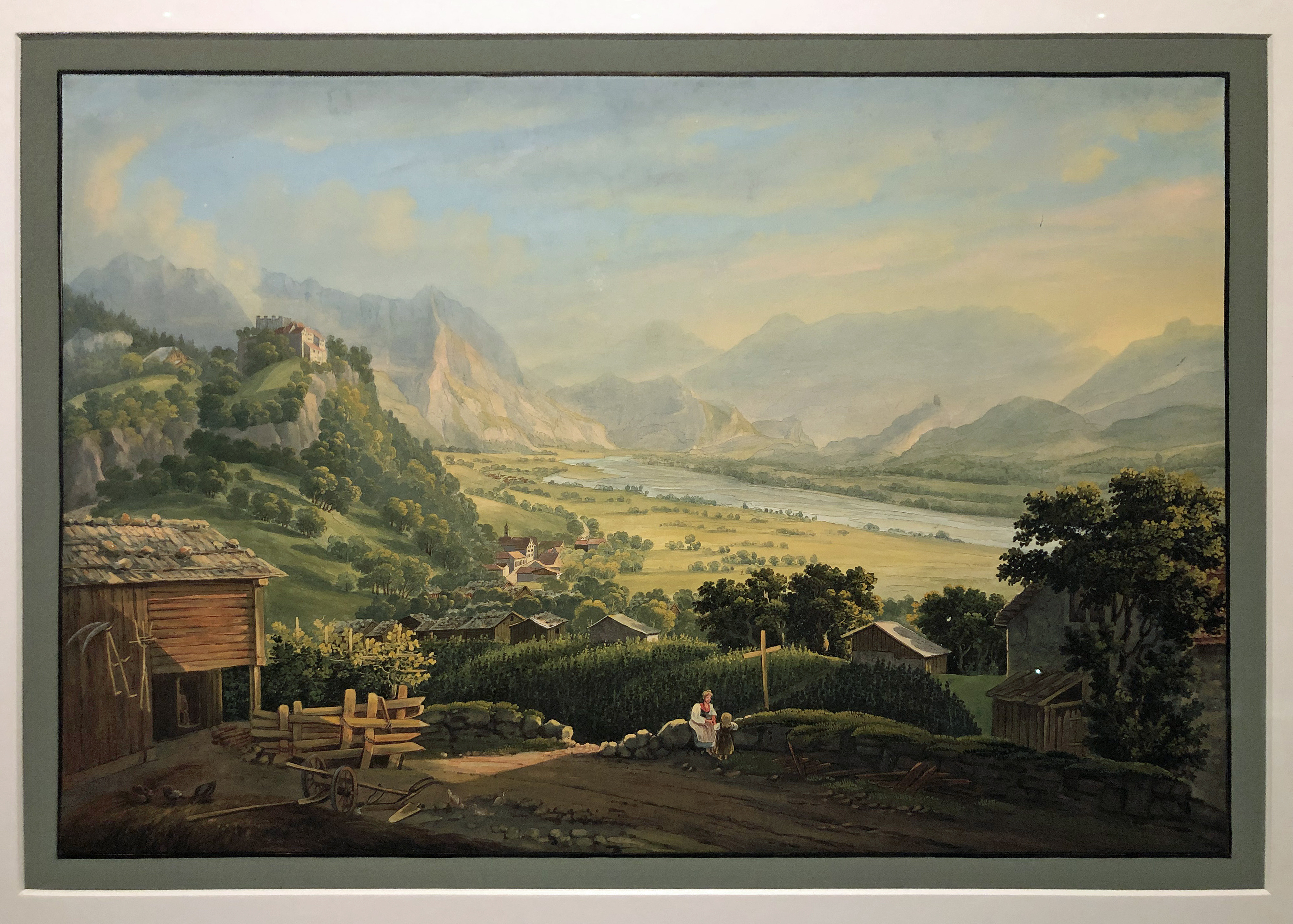
Vaduz v 1. polovině 19. století

Od rozpadu středověké Svaté říše římské národa německého roku 1806 suverénní stát v Rýnském spolku, od roku 1815 nezávislý stát v rámci Německého spolku. Proces sjednocení Německa v 19. století se Lichtenštejnska nedotkl, neboť s jeho územím nehraničí. Kulturně, hospodářsky i politicky se Lichtenštejnsko orientovalo na sousední Rakouské císařství, a to až do jeho zániku koncem první světové války. Vytvoření celní unie s Rakouskem v roce 1852 přineslo první významnější hospodářský rozmach v dosud značně chudé zemi. Přesto ještě v roce 1868 byla kvůli úsporám zrušena armáda.
Při prodeji Aljašky v roce 1867 ruský car údajně nejprve učinil nabídku lichtenštejnskému knížeti. Ten ji však odmítl, proto se car obrátil na USA.
Ekonomická devastace způsobená první světovou válkou (v níž Lichtenštejnsko zůstalo neutrální) donutila knížectví se odpoutat od rozpadlého a zchudlého Rakouska a přeorientovat se na stabilní Švýcarsko. Roku 1923 vznikla se Švýcarskem celní unie a o rok později Lichtenštejnsko začalo užívat švýcarský frank jako měnu. Hranici mezi Rakouskem a Lichtenštejnskem hlídá od té doby až do dnešních časů švýcarská pohraniční stráž.

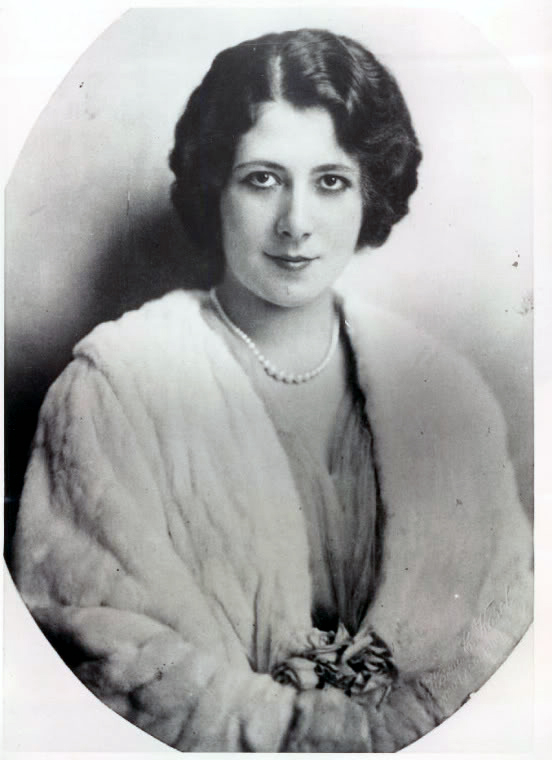
Elsa Gutmannová

I po roce 1918 Lichtenštejnové žili především ve Vídni a na svých moravských panstvích. V roce 1929 nastoupil na trůn 75letý princ František I. z Lichtenštejna. Jeho sňatek s vídeňskou Židovkou Elsou von Gutmannovou (její otec byl židovský obchodník z Moravy) vzbudil nevoli v pronacistickém křídle hlavní politické síly v zemi, Vlastenecké unie, ale knížecí pár vše ustál, mj. i díky tomu, že František I. a Elsa byli prvním lichtenštejnským panovnickým párem, který vyhledával aktivní kontakt s lichtenštejnskými obyvateli a zemi pravidelně navštěvovali. Elsa se stala navíc symbolem charity, její nadace Franz und Elsa-Stiftung funguje dodnes.

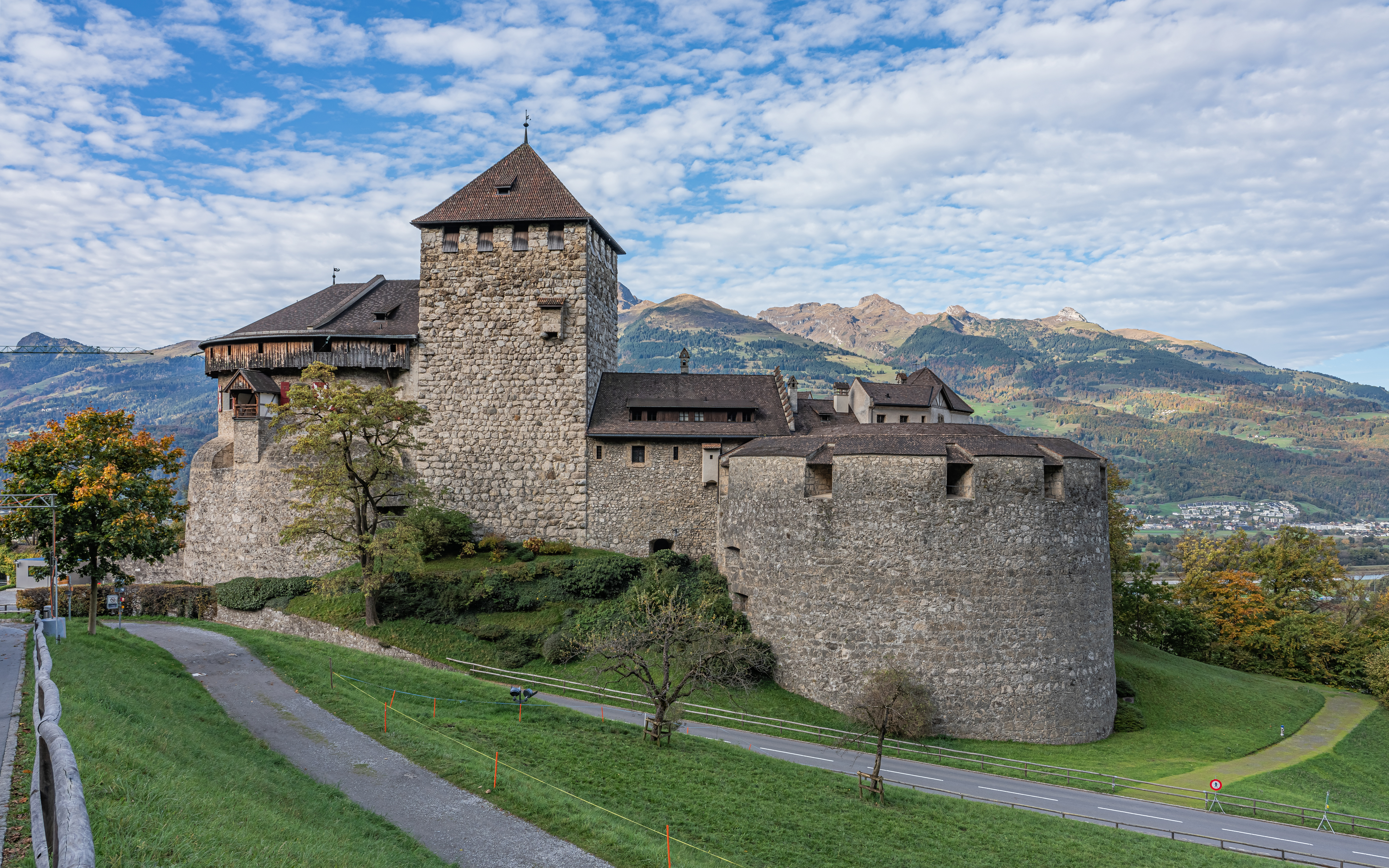
Hrad Vaduz, od roku 1938 sídlo knížete

Anšlus Rakouska přiměl knížete Františka Josefa II., aby se stal prvním lichtenštejnským panovníkem, který bude sídlit v Lichtenštejnsku. Od té doby je tato tradice udržována, knížecí rodina sídlí na hradě ve Vaduzu. Během druhé světové války zůstalo Lichtenštejnsko oficiálně neutrální a hledalo pomoc zejména v sousedním, stejně tak neutrálním, Švýcarsku. Vazby na Německo byly nicméně evidentní rovněž, v roce 2005 vyšlo například najevo, že židovští vězni z nacistického koncentračního tábora Strasshof pracovali na pozemcích v Rakousku, které vlastnil lichtenštejnský knížecí dům. Po konci války Československo a Polsko vyvlastnily veškerý majetek lichtenštejnské dynastie, který označily za německý (viz kapitola Spor o majetek Lichtenštejnů na území Česka). Diplomatické vztahy mezi Českem a Lichtenštejnskem byly kvůli tomuto sporu navázány až roku 2009.
Po skončení druhé světové války bylo Lichtenštejnsko v zoufalé finanční situaci. Lichtenštejnská dynastie se uchýlila i k prodeji rodinných uměleckých pokladů, včetně portrétu Ginevra de' Benci od Leonarda da Vinciho, který v roce 1967 koupila Národní galerie ve Washingtonu za pět milionů amerických dolarů. Na konci 70. let Lichtenštejnsko vsadilo na strategii daňového ráje a razantně snížilo daň z příjmů právnických osob. To vyvolalo nevoli řady evropských států, ale z Lichtenštejnska to učinilo jednu z nejbohatších zemí na světě. Dalším z významných zdrojů státních příjmů se stal hazard, díky čemuž si země vysloužila též přízvisko "Las Vegas v Alpách". V roce 2023 občané v referendu odmítli hazardní hry v zemi zakázat (73 % hlasů), proti se postavily i vládní špičky s tím, že hazard je hlavním zdrojem státní kasy. Populace země tak má jednu z nejvyšších životních úrovní na planetě. 
Volební právo žen však bylo zavedeno až v roce 1984. V roce 1992, po schválení referendem, Lichtenštejnsko vstoupilo do Evropského hospodářského prostoru. 

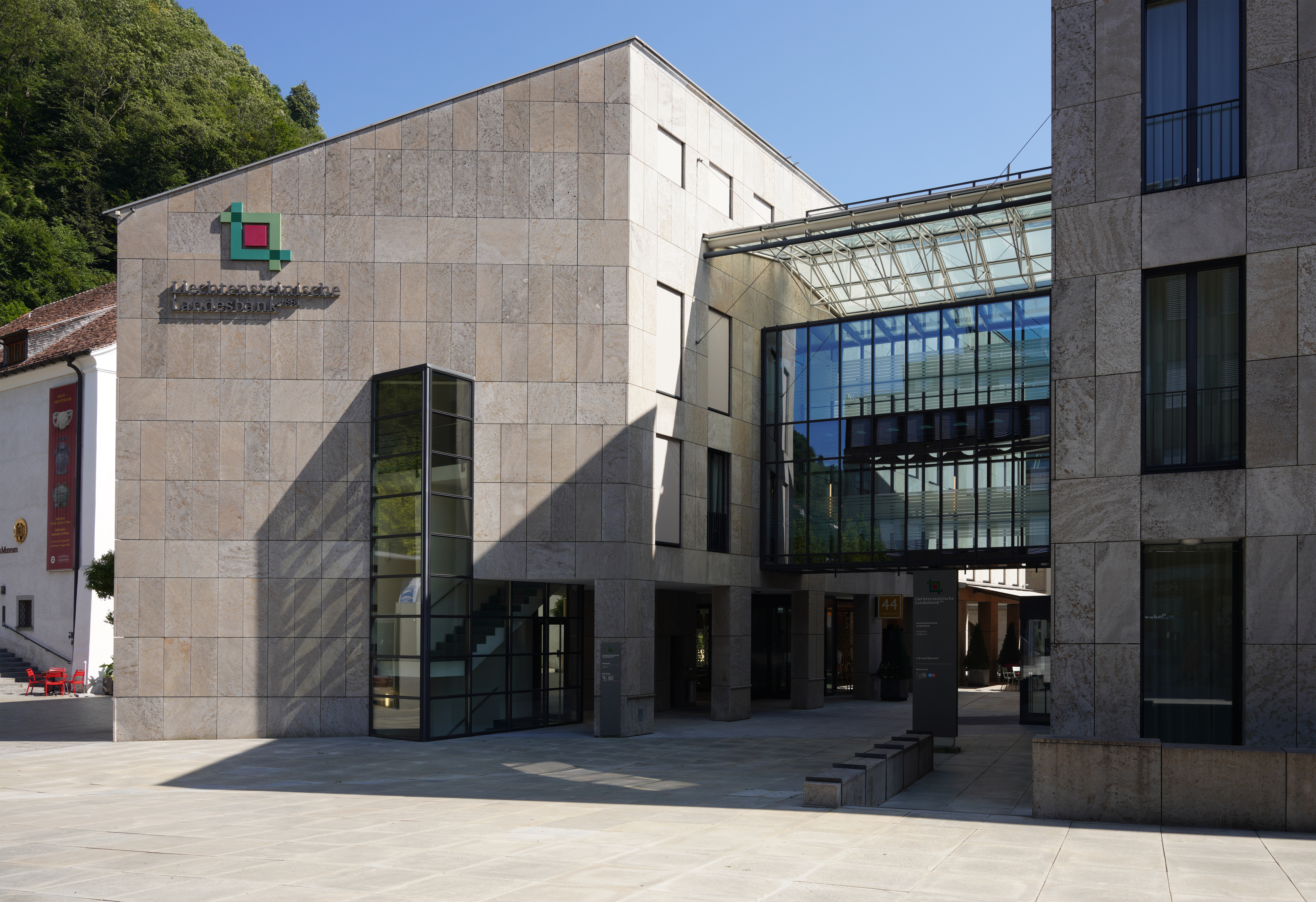
Liechtensteinische Landesbank byla v epicentru německé daňové aféry

Lichtenštejnský kníže je nejmocnějším evropským monarchou (nepočítaje papeže), zejména díky možnosti vetovat zákony, což je pravomoc, kterou získal v ústavním referendu roku 2003 - poté, co hrozil, že bez posílení svých pravomocí rezignuje a celá panovnická rodina odejde do Rakouska. Občané v referendu roku 2012 odmítli mu toto právo vzít. Výjimečným je rovněž jeho osobní bohatství, v září 2019 byl lichtenštejnský kníže šestým nejbohatším monarchou na světě s odhadovaným majetkem 3,5 miliardy amerických dolarů.
V roce 2008 vypukla v Německu aféra s odhalením mnoha daňových úniků. Ukázalo se, že řada z nich probíhala právě přes Lichtenštensko. Některé kroky Německa snažícího se o odhalení systému podvodů vedly nakonec k velké diplomatické roztržce mezi oběma státy. Roku 2011 Lichtenštenjci v referendu odmítli povolit potraty.

## Státní symboly

### Vlajka
Lichtenštejnská vlajka je tvořena listem o poměru stran 3:5 se dvěma vodorovnými pruhy, modrým a červeným. V horním rohu je umístěná žlutá knížecí koruna.

### Znak
Lichtenštejnský státní znak je znakem panovnického domu. Jeho užívání je vyhrazeno pro členy knížecího domu a státních orgánů, soukromé osoby mohou užívat státní znak, je-li to ve státním zájmu. Štít znaku je složen ze znaků různých oblastí Evropy, ve kterých knížecí rod v historii figuroval.

### Hymna
Lichtenštejnská hymna je píseň Oben am jungen Rhein (česky Nad mladým Rýnem). Její melodie je shodná s britskou státní hymnou God Save the King. Text vytvořil Jakob Josef Jauch.

## Geografie

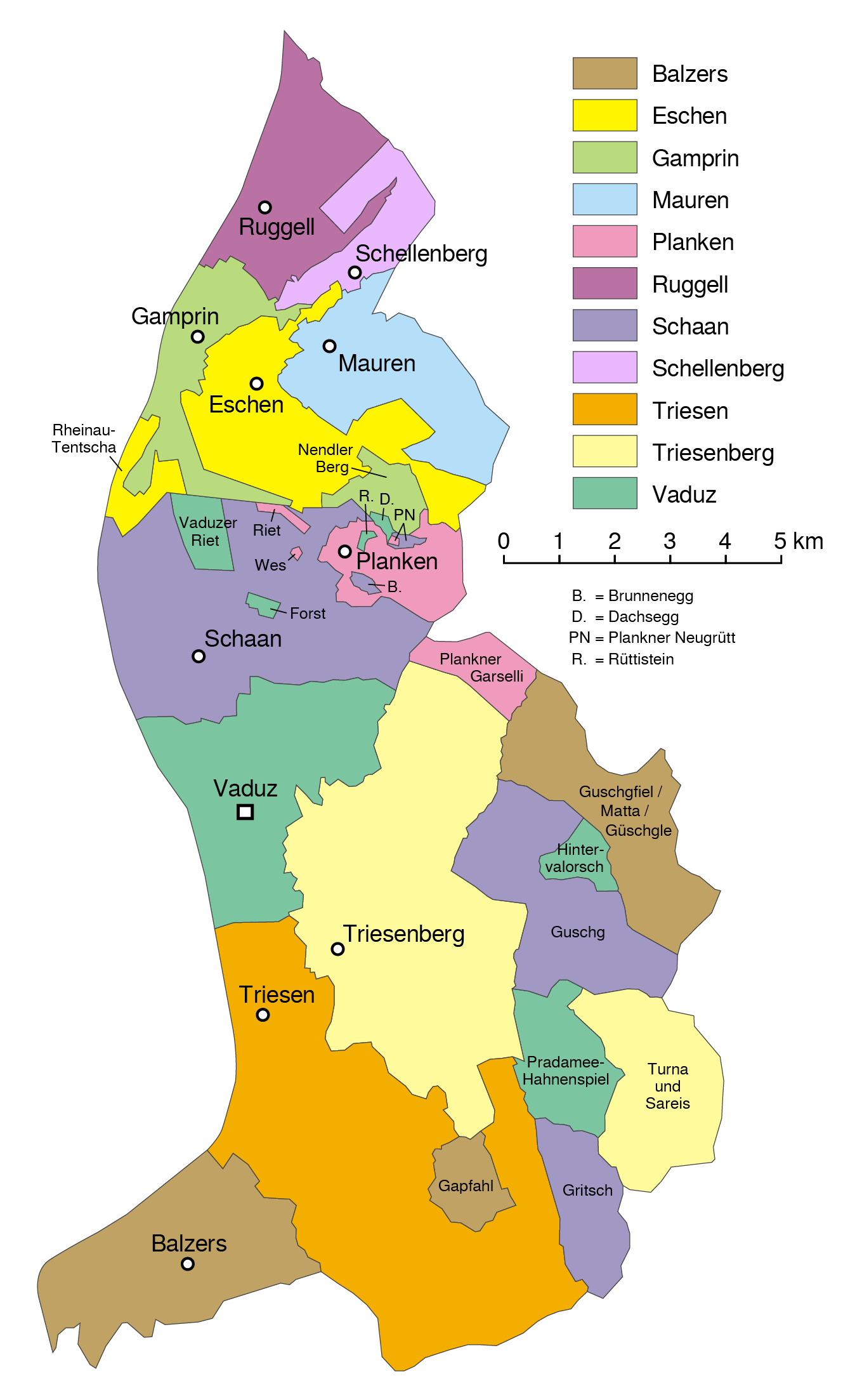
„Horní země“ a „Dolní země“ s 11 obcemi

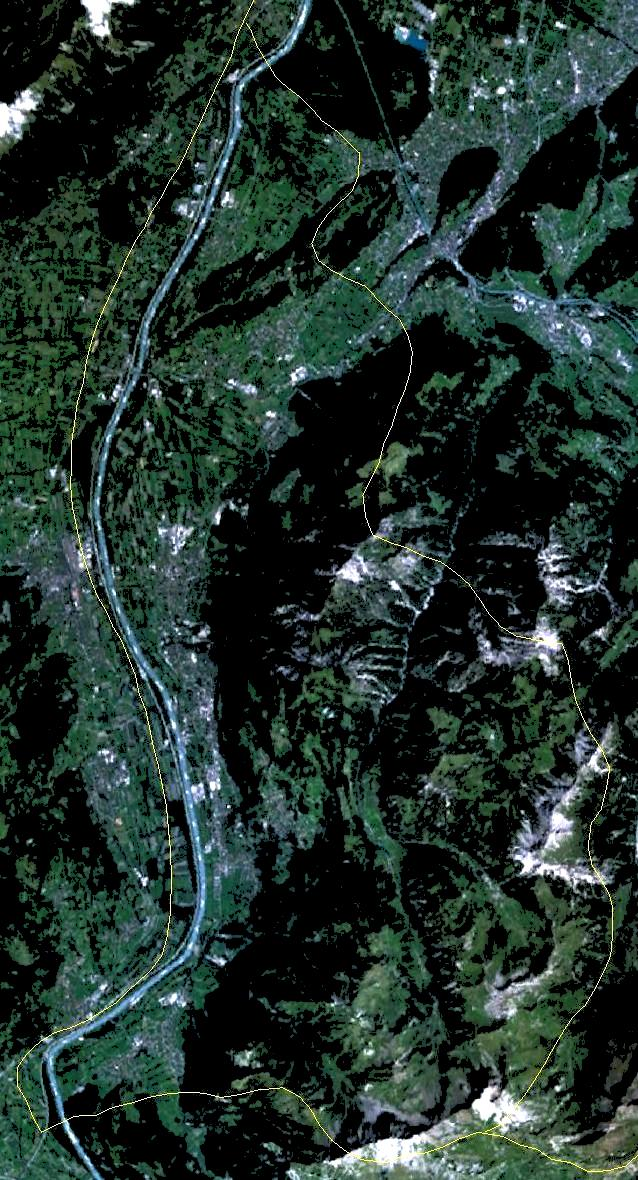
Satelitní pohled

Lichtenštejnsko se nachází v údolí horního Rýna v Alpách. Celá západní hranice Lichtenštejnska je tvořena Rýnem. Od severu k jihu měří země 24 km. Rozlohu 160 km² tvoří lesy ze 41 %, louky, pole a pastviny ze 34 %, neproduktivní plochy z 15 % a zastavěné plochy z 10 %. Nejvyšším bodem země je Grauspitz (2599 m n. m.), nejnižší bod je Ruggeler Ried (430 m n. m.).
Lichtenštejnsko je jedním z dvojnásobně vnitrozemských států, tzn. vnitrozemský stát zcela obklopený jinými vnitrozemskými státy. Díky své rozloze je šestým nejmenším nezávislým státem světa.
Lichtenštejnské knížectví se dělí na 11 obcí, které jsou většinou tvořeny pouze samotným městem nebo vesnicí. Do Dolní země (Unterland) patří Eschen, Gamprin, Mauren, Ruggell a Schellenberg, do Horní země (Oberland) pak patří Balzers, Planken, Schaan, Triesen, Triesenberg a Vaduz.

### Podnebí
Navzdory tomu, že Lichtenštejnsko leží v Alpách, převažující jižní vítr zajišťuje relativně mírné podnebí. V zimě jsou horské svahy ideální pro zimní sporty. Průměrná roční teplota je 10,2 °C; nejteplejší měsíce jsou červen, červenec a srpen. Průměrný úhrn ročních srážek je 900–1 500 mm.

## Politika a mezinárodní vztahy

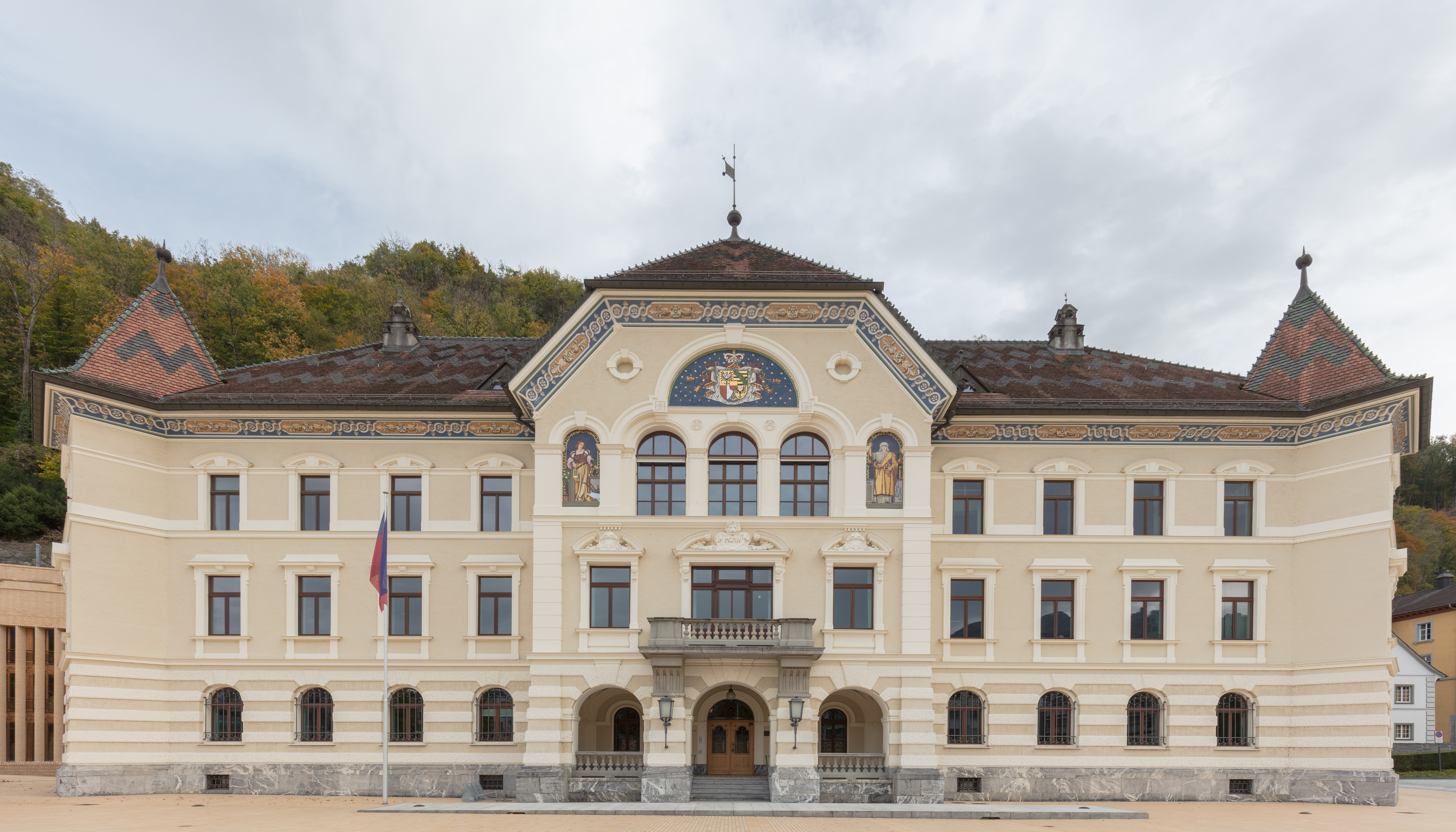
Sídlo vlády

Lichtenštejnsko je konstituční monarchie, jeho státní zřízení je knížectví – dědičná konstituční monarchie, jejíž hlavou je úřadující kníže. Kníže zastupuje stát v mezinárodních záležitostech, ačkoli za většinu politických záležitostí zodpovídá Švýcarsko. Kníže má pravomoc vetovat zákony, navrhovat nové právní předpisy a také rozpustit parlament. S výjimkou reprezentace státu nesmí kníže čerpat finance ze státní pokladny a není mu vyplácen žádný státní příjem. Má zisky ze soukromého majetku knížecí rodiny.

Současnou hlavou státu je od roku 1989 Hans Adam II. kníže z Lichtenštejna. V roce 2003 proběhlo v zemi referendum spojené se změnou ústavy, v němž se většina obyvatel vyjádřila pro posílení pravomocí panovníka a současně práv občanů, jimž dává možnost v referendu přímo změnit státní zřízení. Zároveň také vzniklo silné hnutí za demokratická práva občanů.

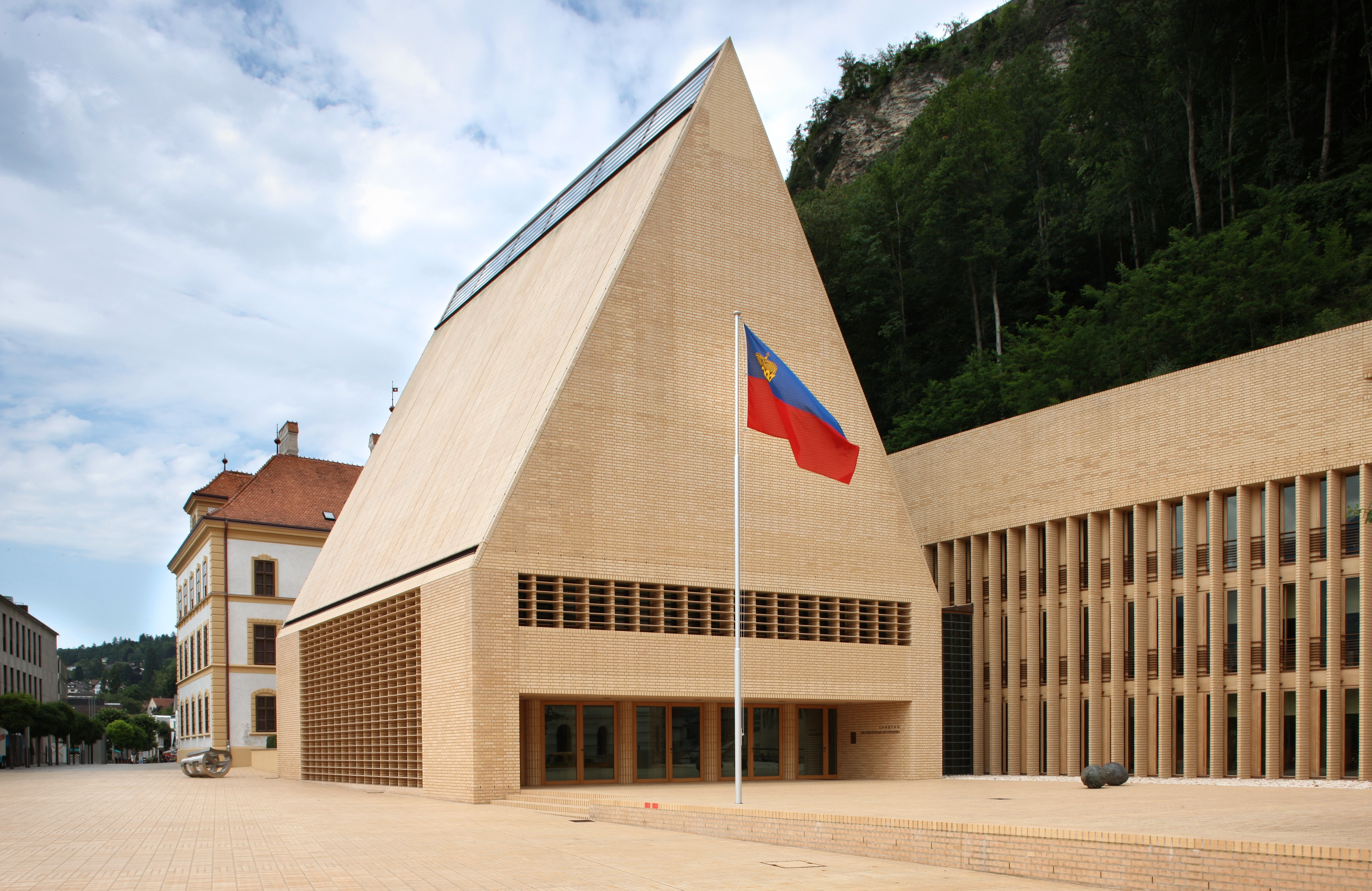
Nová budova Landtagu - lichtenštejnského parlamentu (tzv. Hohes Haus), otevřená v únoru 2008

Parlament (Landtag) má 25 poslanců, volených ve dvou okrscích. Oblast Horní země (Oberland) je shodná s historickým územím Vaduz a má ve sněmovně patnáct křesel, Dolní země (Unterland) je totožná s panstvím Schellenberg a má deset mandátů. Volby probíhají každé čtyři roky a mohou se jich účastnit všichni občané starší dvaceti let. Parlament je zákonodárným orgánem a dohlíží na činnost vlády.
Vláda je tvořena premiérem, jeho zástupcem a třemi vládními rady (ministry).
Od zániku Rakouska-Uherska je Lichtenštejnsko úzce spojeno se sousedním Švýcarskem. Stejně jako ono udržuje nízké daně, neutralitu a bankovní tajemství. Švýcarsko také zastupuje zájmy Lichtenštejnska v zahraničí, mimo Bern, Berlín, Brusel, Štrasburk, Vídeň, Washington, Ženevu a OSN v New Yorku, kde má Lichtenštejnsko vlastní zastoupení.
Od 1. ledna 1991 je Lichtenštejnsko členem Evropského sdružení volného obchodu (ESVO – EFTA); do té doby tam jeho zájmy zastupovalo Švýcarsko. Od 19. prosince 2011 je Lichtenštejnsko součástí Schengenského prostoru; není však členem Evropské unie.

### Spor omajetek Lichtenštejnů na českém území

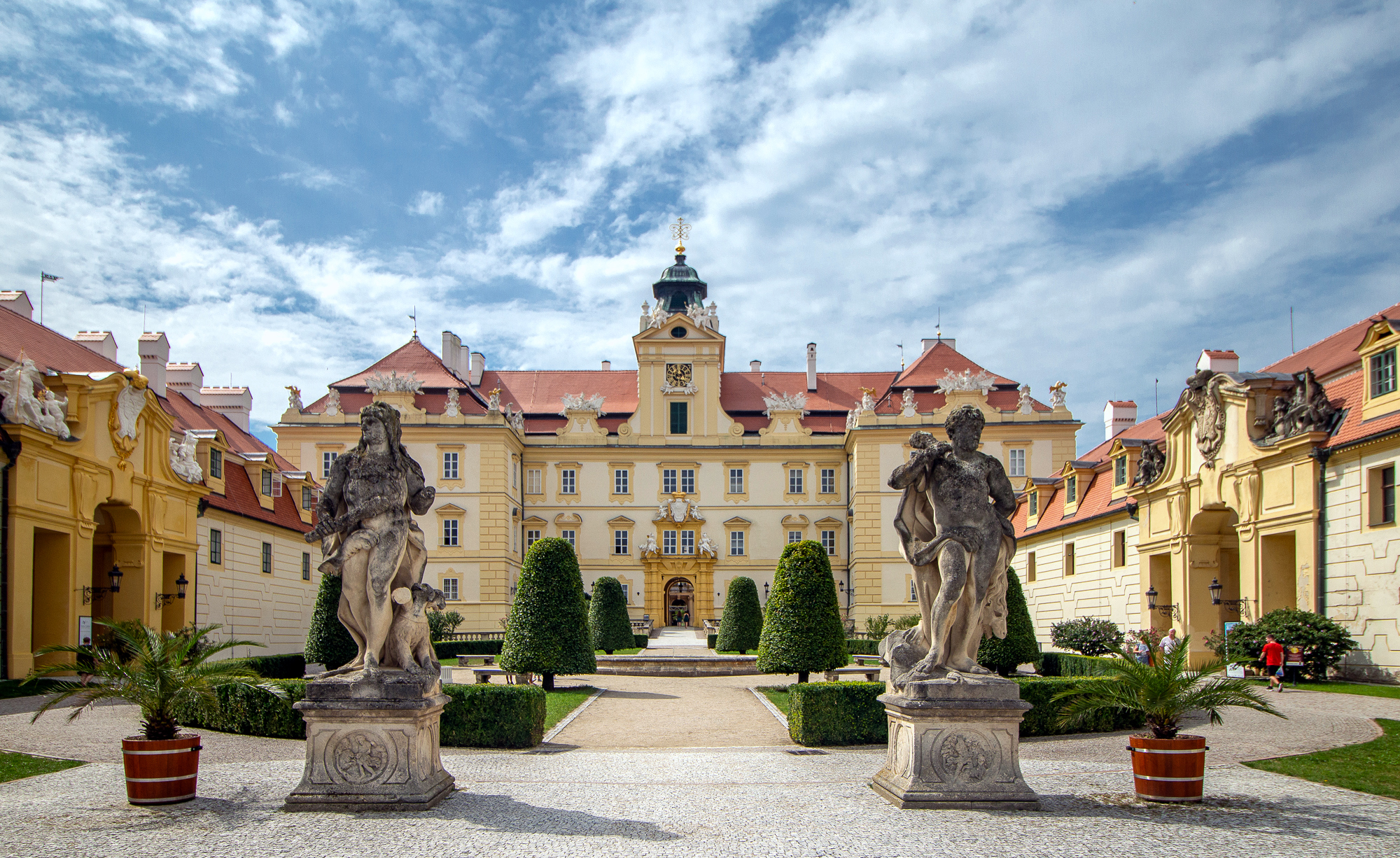
Zámek Valtice, jeden z předmětů sporu mezi Českem a Lichtenštejny

Specifické jsou vztahy mezi Československem (později Českou republikou) a Lichtenštejnskem, které byly negativně ovlivněny konfiskací veškerého majetku rodu Lichtenštejnů na území českého státu po druhé světové válce. Tento majetek bez náhrady vyvlastnil československý stát na základě tzv. Benešových dekretů s odůvodněním, že Lichtenštejnové byli německé národnosti. Proti tomu se Lichtenštejnové ohradili, neboť nebyli německé národnosti, nýbrž měli lichtenštejnské občanství. Navíc nebyla prokázána jejich spolupráce s nacisty a také tehdejší kněžna Elsa byla židovského původu. Restituce po roce 1989 se však na majetek Lichtenštejnů na českém území nevztahovaly, neboť ten byl zabaven ještě před rokem 1948.
Kvůli neuznaným majetkovým nárokům Lichtenštejnů Česká republika a Lichtenštejnsko v roce 1993 vzájemně neuznaly svoji nezávislost a neměly spolu diplomatické styky (tyto byly přerušeny již předtím). Dne 13. července 2009 však premiér Jan Fischer a ministr zahraničí Jan Kohout oznámili, že k vzájemnému uznání a navázání diplomatických vztahů v dohledné době dojde. To se skutečně stalo 8. září 2009, kdy si představitelé ČR a Lichtenštejnska vyměnili odpovídající diplomatické nóty a podepsali dohodu o spolupráci. V roce 2020 podalo Lichtenštejnsko na Českou republiku mezinárodní stížnost u Evropského soudu pro lidská práva. V roce 2021 zřídilo Lichtenštejnsko v Česku honorární konzulát. Rod Lichtenštejnů se o majetek v českých zemích soudí dál, v roce 2022 například prohrál soud o zámky v Lednici a ve Valticích. Další soudy prohrál i v letech 2023 a 2024.

## Demografie
Lichtenštejnsko je po Vatikánu, San Marinu a Monackém knížectví čtvrtý nejmenší nezávislý stát Evropy. Většina obyvatel hovoří alamanským dialektem. 1/3 obyvatelstva tvoří občané jiné národnosti, a to především ze Švýcarska, Rakouska, Německa a Itálie. Počet obyvatel dvou největších měst je 34 905 (31. 12. 2005), z toho Oberland/Vaduz 22 845 obyvatel, Unterland/Schellenberg 12 060 obyvatel. Podíl cizinců na obyvatelstvu je 34 % (11 917 obyvatel) z toho 3 617 Švýcarů, 2 045 Rakušanů, 1 208 Italů a 1 178 Němců (tj. celkem 8 048 obyvatel) .

### Náboženství

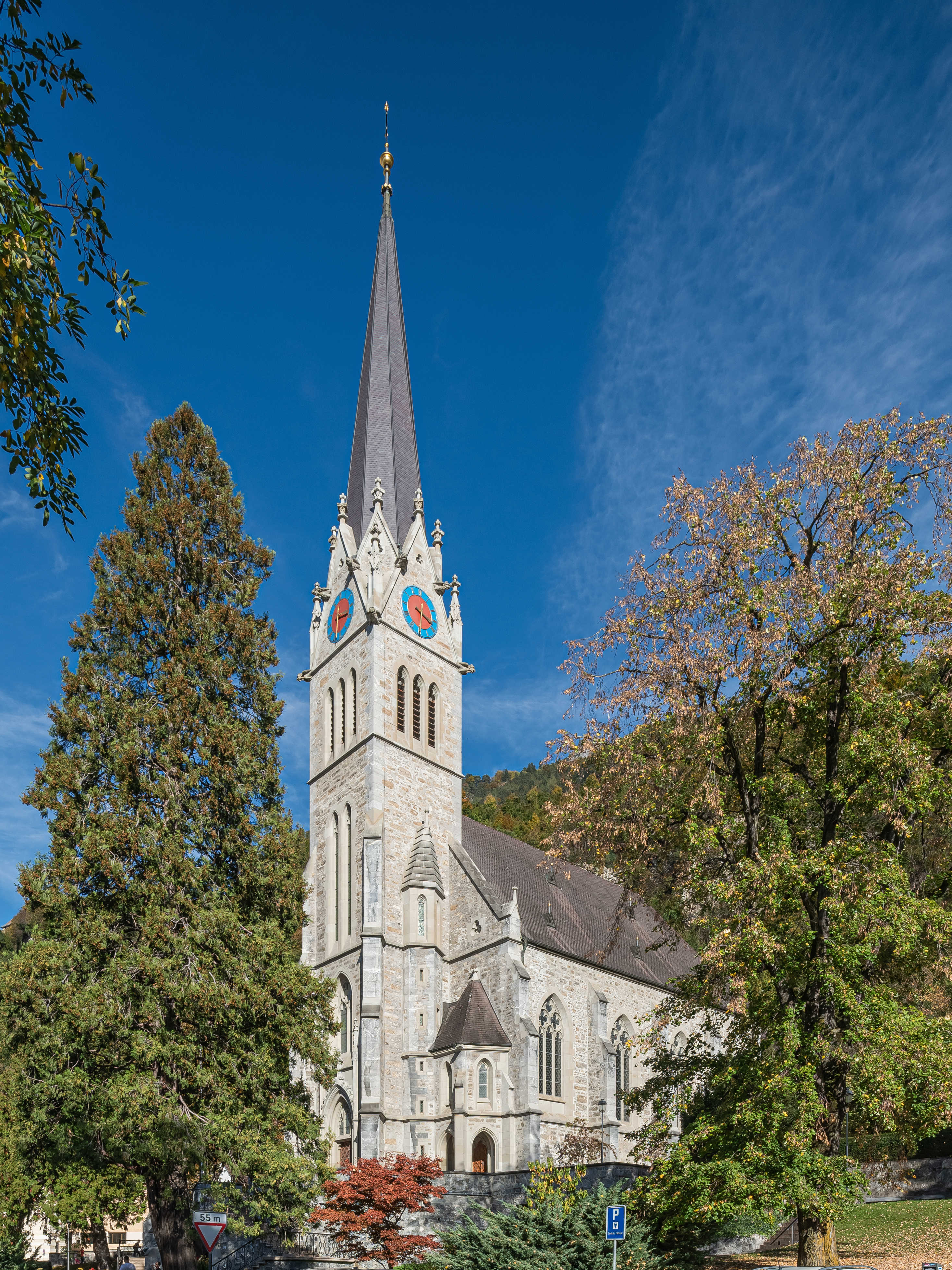
Katedrála sv. Florina ve Vaduzu

Přibližně 76 % obyvatel se hlásí k římskokatolické církvi (2014 : 27 280 z 35 890 obyv.), která pro celé knížectví tvoří arcidiecézi vaduzskou s katedrálou svatého Florina v hlavním městě. Dalších 8,5 % jsou protestanti, 1,1% jsou pravoslavní a pouze 5,4 % je bez vyznání.
Počet obyvatel hlásících se k islámu se od roku 1990 zdvojnásobil a v roce 2010 činil 5,4 % populace (hlavně Turci).

### Jazyk
Úředním jazykem je hlavně němčina. Většina obyvatel však mluví alamanským dialektem, který se od standardní němčiny liší. Velice blízko má k dialektům, kterými se hovoří v sousedním Švýcarsku a Rakousku.

## Ekonomika

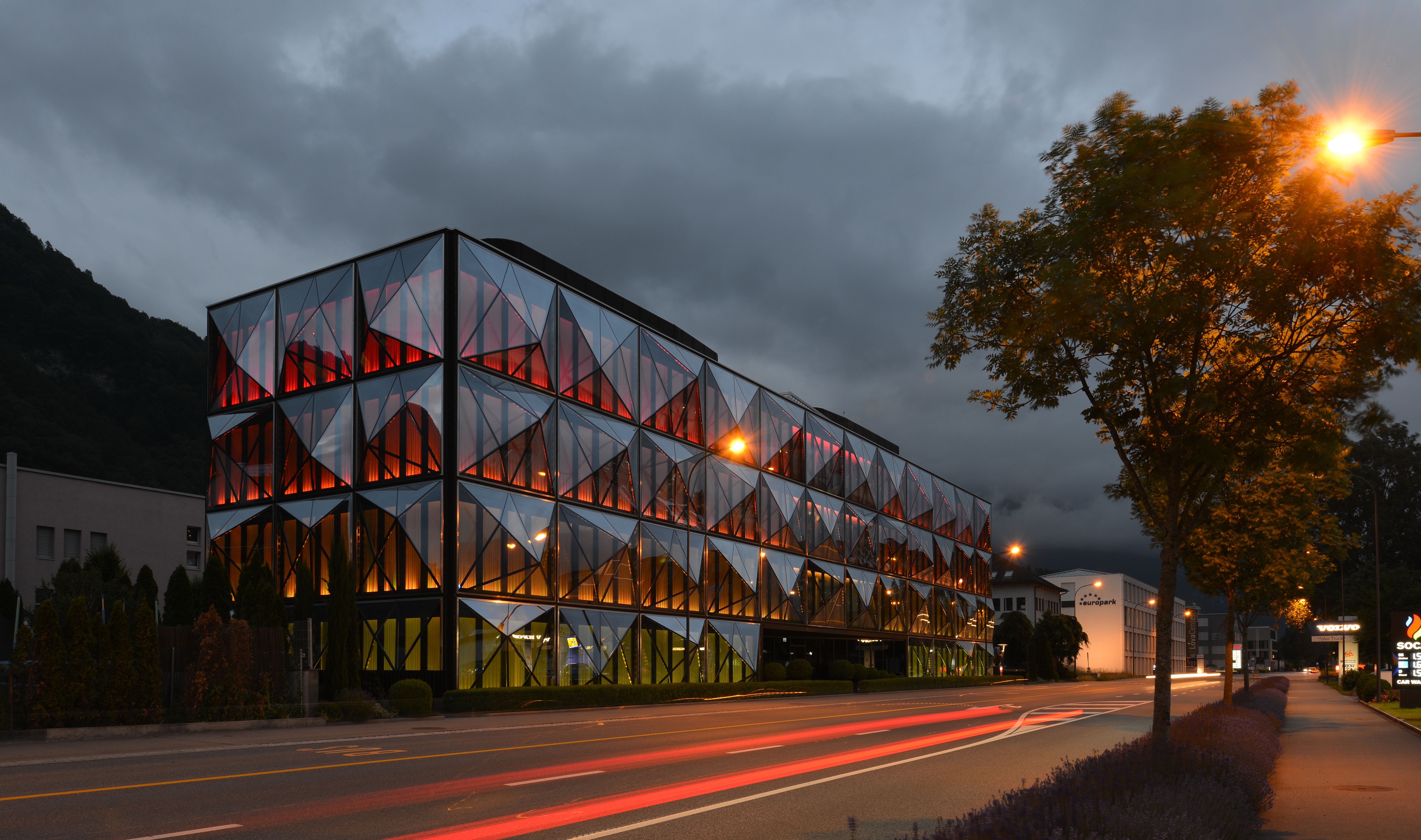
Kancelářská budova ve Vaduzu

Hrubý národní produkt Lichtenštejnska činí 4,1 miliardy CHF, tj. 158 000 CHF na obyvatele, což zemi staví na přední místo ve světě. Inflace se pohybuje okolo 1 % ročně, nezaměstnanost činí 2,4 %. Na HNP se podílí průmysl a výroba zboží (42 %), služby (27 %), finančnictví (24 %) a zemědělství (7 %). Celkem zaměstnává lichtenštejnské hospodářství 30 170 osob, z toho 20 035 cizinců, kteří za prací do Lichtenštejnska dojíždějí především z Rakouska a Švýcarska. Z celkového počtu zaměstnaných pracuje v průmyslu a výrobě zboží 44 %, ve službách 39 %, ve finančnictví 1 % a v zemědělství, 1 % tvoří zaměstnaní.
Při srovnání se Švýcarskem, Rakouskem a Německem má Lichtenštejnsko velmi silný sektor průmyslu a výroby zboží, kde podíl zaměstnanců i podíl sektoru na HNP je téměř dvojnásobný oproti jeho sousedům.

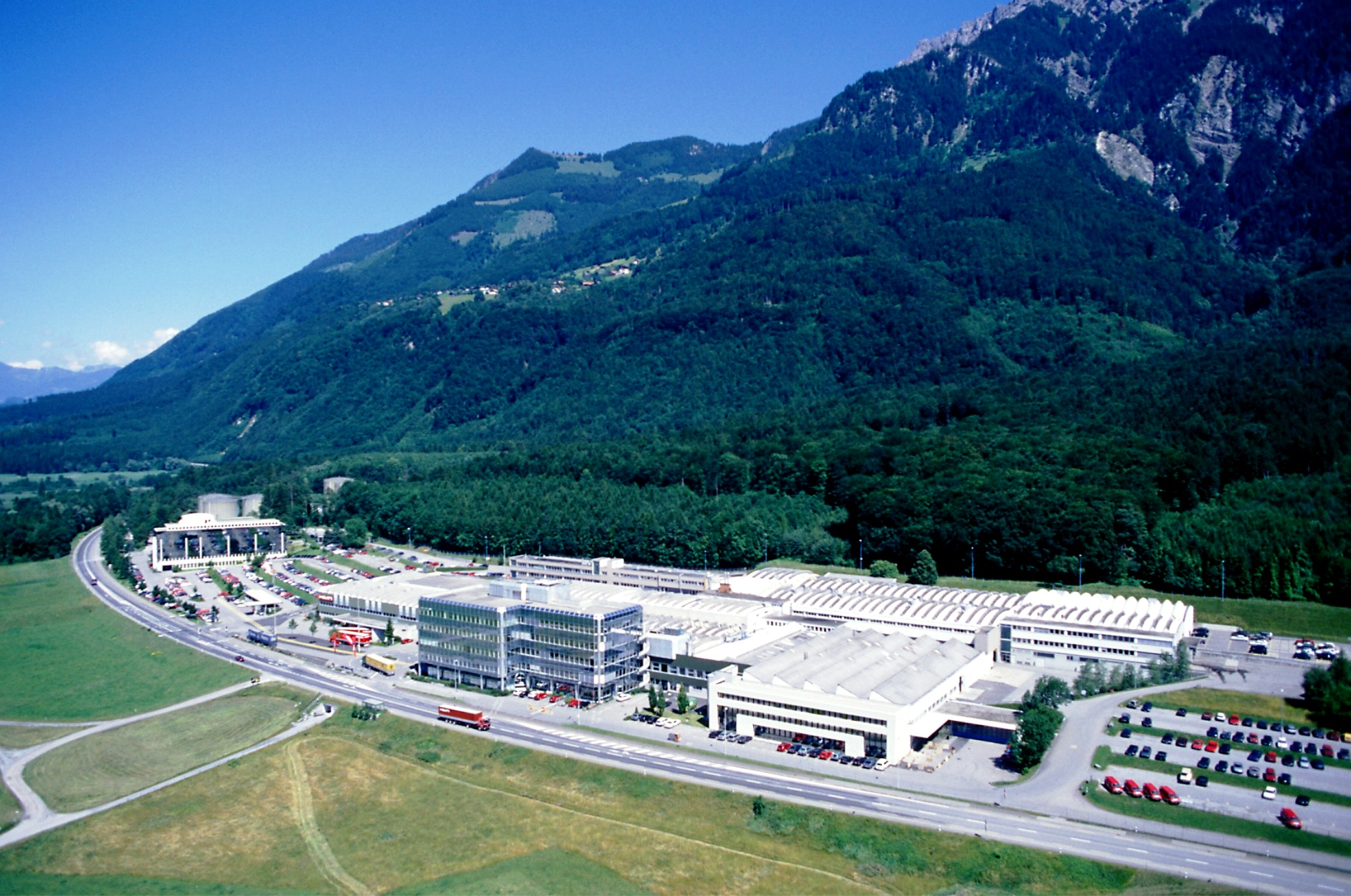
Sídlo firmy Hilti v Schaanu

V průmyslu a výrobě je činných 597 firem, z nichž většina jsou závody s méně než 50 zaměstnanci, a výroba je silně diverzifikována. Nejdůležitější oblasti jsou strojírenská výroba – přesné stroje, stroje, nástroje, vybavení (Hilti), automobilové komponenty (ThyssenKrupp Presta), dentistické vybavení a potřeby (Ivoclar Vivadent), zpracování potravin (Hilcona Schaan), elektronika (Unaxis Balzers). Lichtenštejnské hospodářství je orientováno na export, který směřuje do EU (44 %), Švýcarska (12 %), USA a Kanady (18 %), Asie (24 %) a ostatních zemí (2 %).
Železniční dopravu v zemi zajišťují Rakouské spolkové dráhy (Österreichische Bundesbahnen).
Saldo bilance zahraničního obchodu Lichtenštejnska je silně aktivní. Roční investice do hospodářství přesahují 100 miliónů CHF.
Často zmiňované finančnictví vytváří čtvrtinu HNP a je tvořeno bankovními domy zaměstnávajícími 1 700 zaměstnanců. Banky spravují majetek klientů ve výši 130 miliard CHF. Dále v Lichtenštejnsku pracují 163 investiční společnosti s majetkem cca 21 miliarda CHF a 31 pojišťoven.
Celková spotřeba energie je 1 360 GWh za rok, z toho z vlastních zdrojů je pokryto 6 % a 94 % energetických zdrojů Lichtenštejnsko dováží. Rozdělení spotřeby energie dle zdrojů: zemní plyn 29 %, elektřina 26 %, topné oleje 20 %, benzín 16 %, nafta 6 %. Motorových vozidel je v Lichtenštejnsku celkem 31 710, z toho osobních automobilů 24 293, tj. 696 na 1 000 obyvatel.

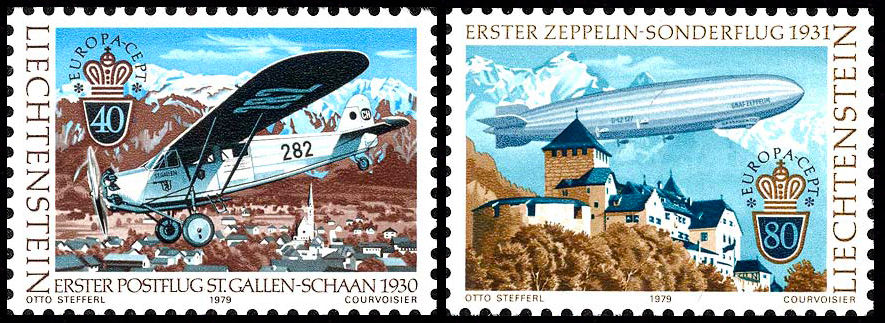
Lichtenštejnské poštovní známky jsou mezi sběrateli pojem

Zvláštní roli v lichtenštejnské ekonomice hraje výroba poštovních známek. Dnes tvoří již jen půl procenta příjmů státního rozpočtu, ale ještě v roce 1983 to bylo 12 procent a v minulosti to bylo až 40 procent.

### Státní rozpočet
Státní rozpočet Lichtenštejnska hospodaří s přebytkem.
- příjmy: daně a odvody 74 %,výnos z majetku státu 20 %, poplatky 5 %, ostatní 1 %.
- výdaje: správa financí a daní 35 %, sociální 25 %, školství 18 %, veřejná správa 11 %, bezpečnost 7 %, ostatní 4 %.

Nižší správní celky (obce) hospodaří s přebytkem.
- příjmy: daně 60 %, fin. vyrovnání 24 %, poplatky 7 %, výnos z majetku 5 %, ostatní 4 %.
- výdaje: personální 34 %, věcné 28 %, obecní 28 %, ostatní 10 %.

Zajímavost: Jako jedna z mála zemí světa má Lichtenštejnsko nulový státní dluh.

## Kultura a sport
Z bohatství Lichtenštejnska je podporován pestrý kulturní a sportovní život.
Patrně nejslavnějším umělcem narozeným v Lichtenštejnsku je romantický hudební skladatel Josef Gabriel Rheinberger.

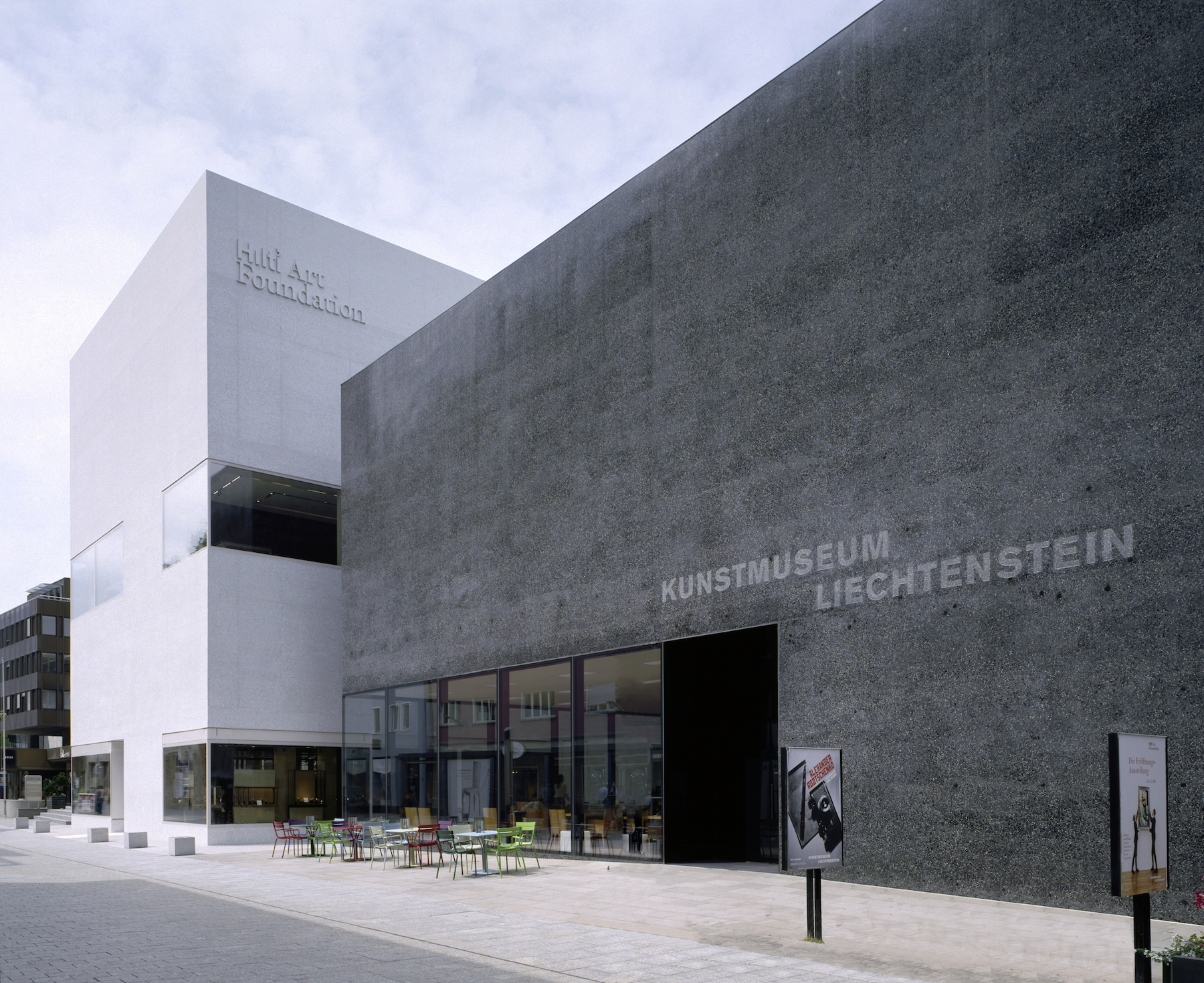
Kunstmuseum

Z Lichtenštejnska pocházejí regionálně známé rockové a populární skupiny. Mnohé spolky pěstující lokální kulturu. Ve Vaduzu je Zemské muzeum (Landesmuseum, nové otevřeno 2003), Muzeum umění (Kunstmuseum), Muzeum lyžařství (Skimuseum), Poštovní muzeum (Postmuseum). Dále mnohá moderní místní muzea. V Schaanu Divadlo na Kostelním náměstí (Theater am Kirchplatz). Ve Vaduzu nové divadlo Zámecký sklípek (Schlösslekeller, od roku 2003). Sochařství, malířství, moderní umění. Grafika, užité umění, design.

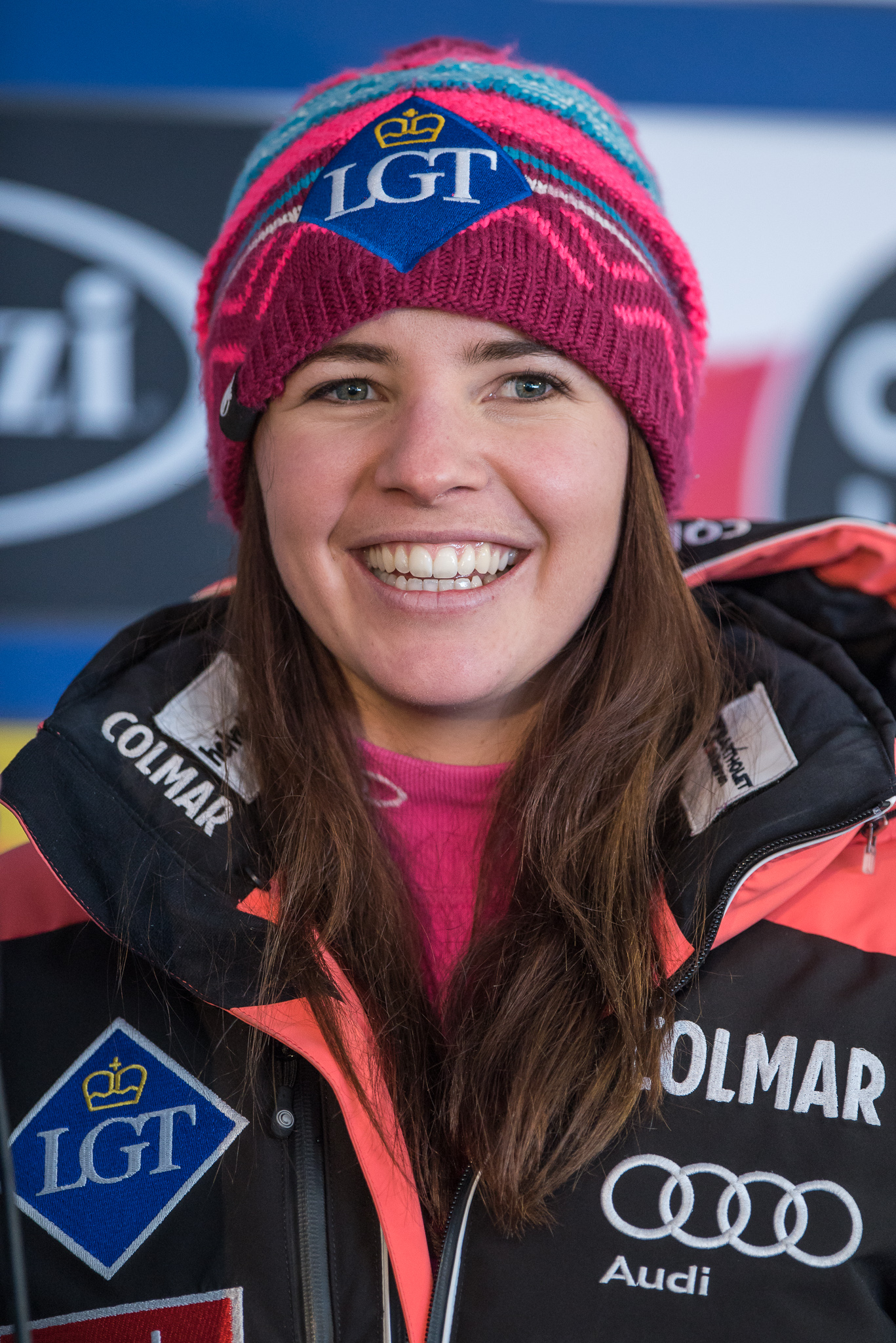
Tina Weiratherová

Fotbalové kluby a národní mužstvo jsou částí Švýcarského fotbalového svazu SFV a jeho ligy, až na vlastní každoroční účast na UEFA Cupu, kam se většinou kvalifikuje FC Vaduz. Národní mužstvo se pilně účastní kvalifikace světového a evropského mistrovství. 
V 70.–80. letech 20. století bylo Lichtenštejnsko velmocí ve sjezdovém lyžování. Mezi slavné sjezdařské osobnosti Lichtenštejnska patří sourozenci Andreas Wenzel a Hanni Wenzelová, která získala ve sjezdovém lyžování dvě zlaté olympijské medaile. Medaile z OH mají i sjezdaři Willi Frommelt, Paul Frommelt a Ursula Konzett a na hrách Pchjongčchangu roku 2018 sbírku rozšířila, po třicetiletém medailovém půstu, sjezdařka Tina Weiratherová. Celkem Lichtenštejnsko získalo deset olympijských medailí (všechny ve sjezdovém lyžování), což je nejvyšší počet na hlavu na světě. Lichtenštejnsko se též pravidelně účastní Letních olympijských her. V roce 1980 však jako většina západních zemí bojkotovalo LOH v Moskvě (kvůli sovětské invazi v prosinci 1979 do Afghánistánu). Na zahajovacím ceremoniálu LOH 2012 v Londýně byla vlajkonoškou profesionální tenistka Stephanie Vogtová (nar. 1990 ve Vaduzu, žije v Balzersu).
Do závodů Formule 1 v 70. letech nahlédl Rikky von Opel.

## Doprava

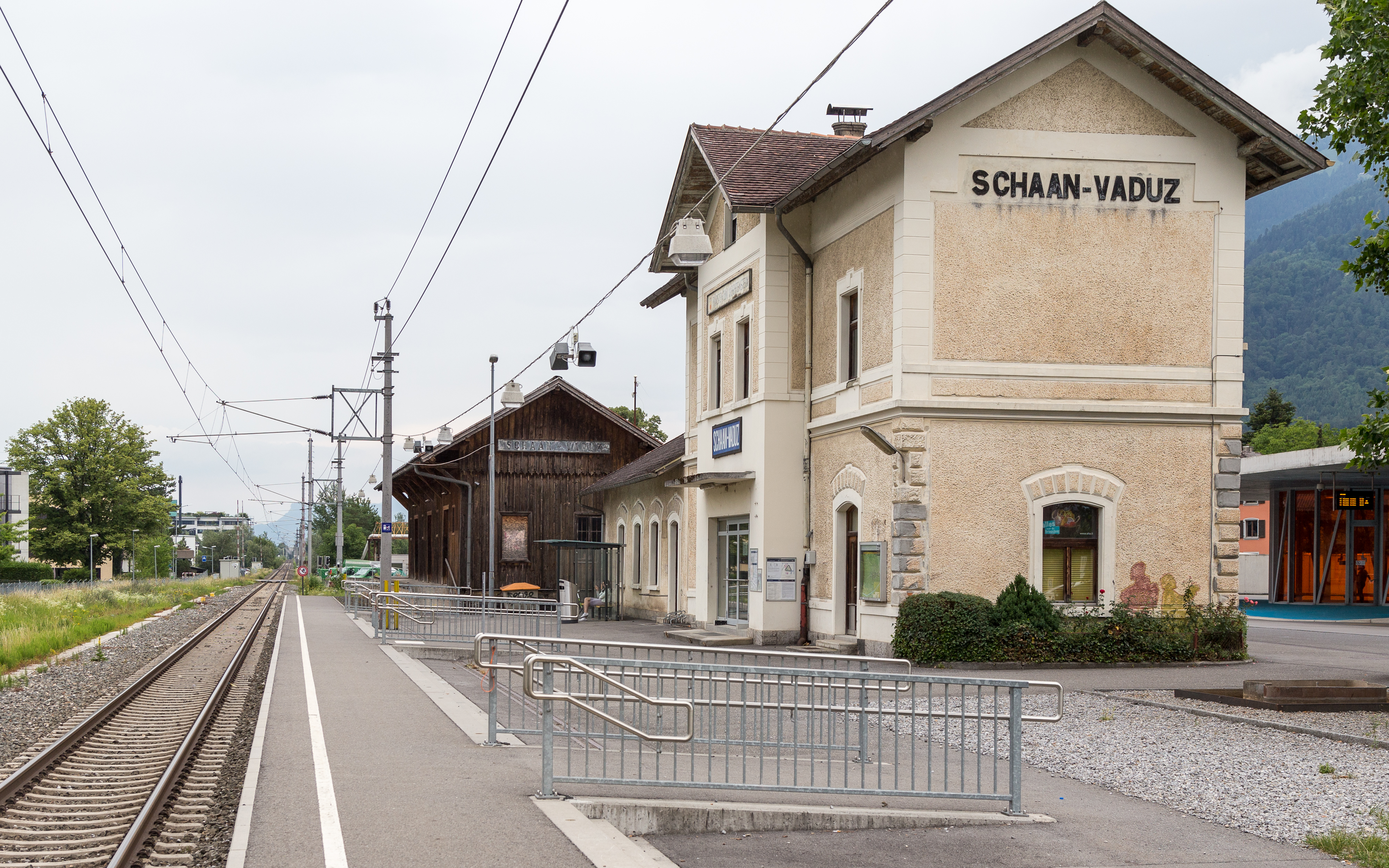
Nádraží Schaan-Vaduz

V Lichtenštejnsku je asi 250 km zpevněných silnic, 90 km značených cyklostezek a 9,5 km železnic.
Železnice spojuje Rakousko a Švýcarsko přes Lichtenštejnsko, je spravována Rakouskými spolkovými drahami jako součást trasy mezi Feldkirchem v Rakousku a Buchsem ve Švýcarsku.
V Lichtenštejnsku jsou čtyři železniční zastávky: Schaan-Vaduz, Forst Hilti, Nendeln a Schaanwald, obsluhované osobními vlaky mezi Feldkirchem a Buchsem Rakouskými spolkovými železnicemi. I když po trase jezdí také vlaky EuroCity a další dálkové mezinárodní vlaky, nezastavují v Lichtenštejnsku.
Lichtenštejnsko je jednou z mála zemí bez letiště. Nejbližší velké letiště je letiště v Curychu ve Švýcarsku (130 km po silnici). Nejbližší malé letiště je letiště St. Gallen (50 km). Letiště Friedrichshafen také poskytuje přístup do Lichtenštejnska, protože je vzdálené 85 km. Heliport Balzers je k dispozici pro charterové lety vrtulníkem.

## Pamětihodnosti
- Národní muzeum Lichtenštejnska
- neogotická katedrála svatého Florina
- hrad VaduzPoštovní muzeum
- Muzeum poštovních známek
- Muzeum umění
- Muzeum zimních sportů
- kaple Panny Marie
- centrum kultury Domus

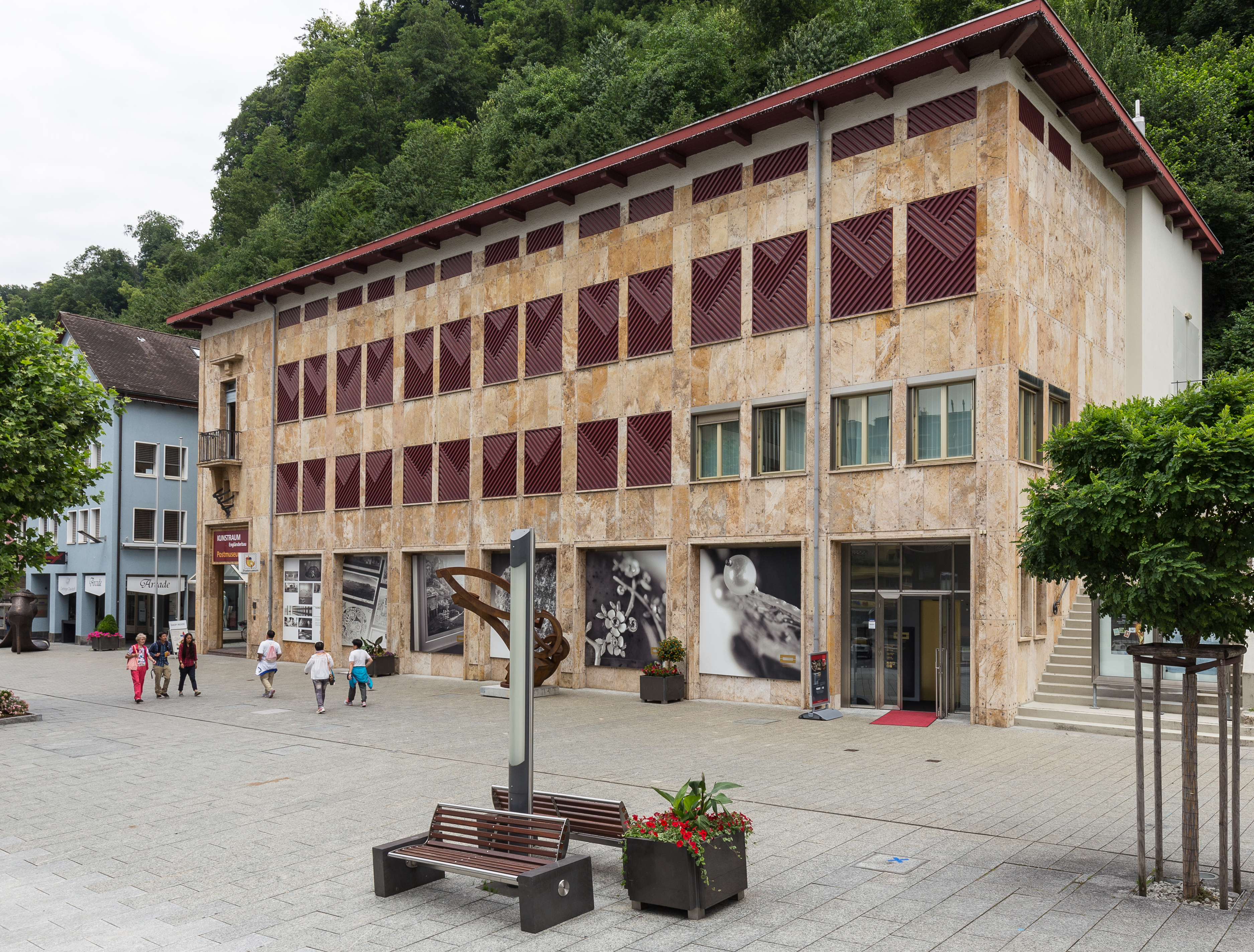
Poštovní muzeum

- zříceniny hradů Alt-Schellenberg a Neu-Schellenberg
- Hrad Gutenberg v Balzers